# Sonthofen
Sonthofen (in dialetto svevo Sünthöf) è un comune tedesco di 20 990 abitanti, situato nel land della Baviera.
Come capoluogo circondariale dell'Alta Algovia, viene indicata quale città, in cui ha infatti la sua sede un circondario, e dove si trova il Consiglio o l'amministrazione del circondario. La città ha ottenuto il titolo Città alpina dell'anno 2005.

## Geografia fisica
L'area urbana di Sonthofen giace in un ambito territoriale che va da circa 750 a 1 100 metri d'altezza sul livello del mare, sul bordo settentrionale delle Alpi dell'Algovia.
Attraverso la città scorrono i fiumi Iller ed Ostrach.
Sonthofen si trova a circa 40 km di distanza dal Lago di Costanza ed a 120 km da Monaco di Baviera, ed è la città più meridionale della Germania.
Dopo gli accorpamenti amministrativi del 1976 in Baviera, il monte Grünten, alto 1.738 metri e soprannominato il Guardiano dell'Algovia, confina con l'area comunale di Sonthofen.